# Страховой полис

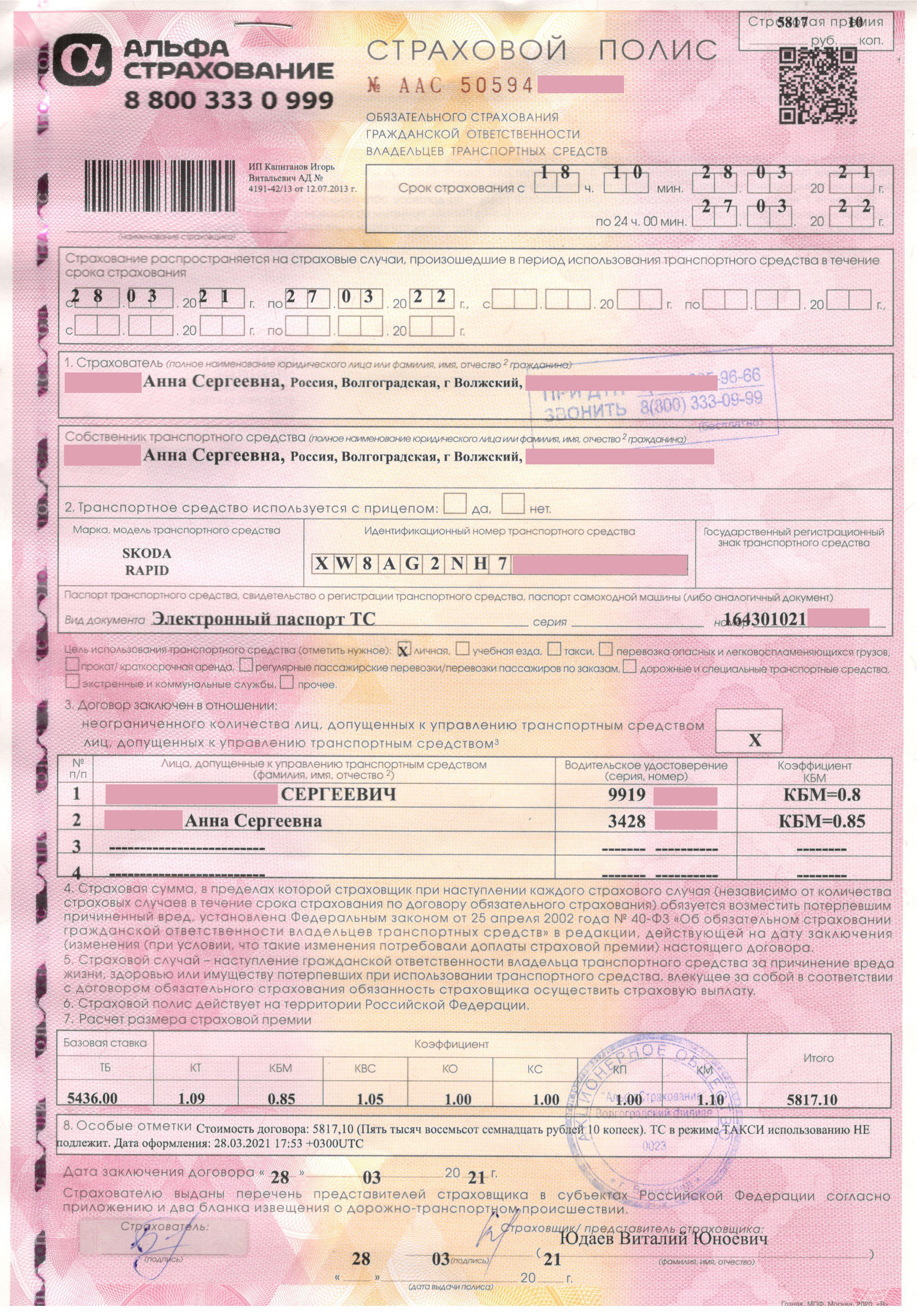
Российский полис ОСАГО в 2021 году.

Страховой полис (англ. insurance policy, фр. police, итал. polizza — расписка, квитанция) — как правило, именной документ, подтверждающий заключение договора страхования, выдаваемый страховой компанией (страховщиком) страхователю (застрахованному). 
Страховой полис также содержит указание на субъектов страховых отношений и существенные условия договора страхования , например, вид, объект, начало и конец действия страхования, размер страховой суммы, сведения о страхователе, страховщике и другие условия. Полис выдаётся страхователю после заключения договора и внесения страховой премии. 
В полисе также должна содержаться ссылка на действующие правила страхования. К ценным бумагам страховой полис не относится.  В полисах морского страхования меморандум — исчисление опасностей, по отношению к которым страховщик никакого риска на себя не принимает.

## Описание
Страховой полис обычно должен содержать:
- наименование документа;
- наименование, юридический адрес и банковские реквизиты страховщика;
- полное наименование или фамилию, имя, отчество страхователя и его адрес;
- указание объекта страхования;
- размер страховой суммы;
- указание страхового риска;
- размер страхового взноса (взносов), сроки и порядок его внесения;
- срок действия договора страхования, порядок изменения и прекращения договора страхования;
- другие условия по соглашению сторон, в том числе дополнения к правилам страхования, либо исключения из них;
- подписи сторон.

Полис страхования жизни обычно содержит указание выгодоприобретателя. В ряде видов страхования (морское страхование, страхование имущества и другие) страховой полис может быть оформлен на предъявителя, без указания выгодоприобретателя. В таких случаях для осуществления страхователем или выгодоприобретателем прав по такому договору необходимо представление этого полиса страховщику.
По отдельным видам страхования действуют типовые формы полисов. Например, формы полиса по обязательному страхованию гражданской ответственности владельцев транспортных средств и по обязательному медицинскому страхованию утверждены Постановлением Правительства РФ.
При страховании грузов наряду с полисом, действующим на одну партию груза, могут применяться генеральные полисы, по которыми страхуются разные партии однотипных грузов. В таксированном полисе заранее указывается оценка стоимости застрахованного имущества.